# Mila (Supermarktkette)
Mila S.A. war ein polnisches Einzelhandelsunternehmen, das seinen Sitz in Inowrocław hatte. Das Unternehmen, das 1997 als market-Detal Sp. z o.o. gegründet wurde, betrieb von 2015 bis 2020 landesweit Supermärkte unter dem Namen mila. Am 2. November 2016 wurde der Unternehmensname offiziell in Mila S.A. geändert. Mila wurde 2017 an die polnische Eurocash-Gruppe verkauft, die auch Supermärkte unter anderen Namen betreibt, die Mila-Standorte wurden 2020 auf Delikatesy Centrum umgeflaggt.

## Geschichte

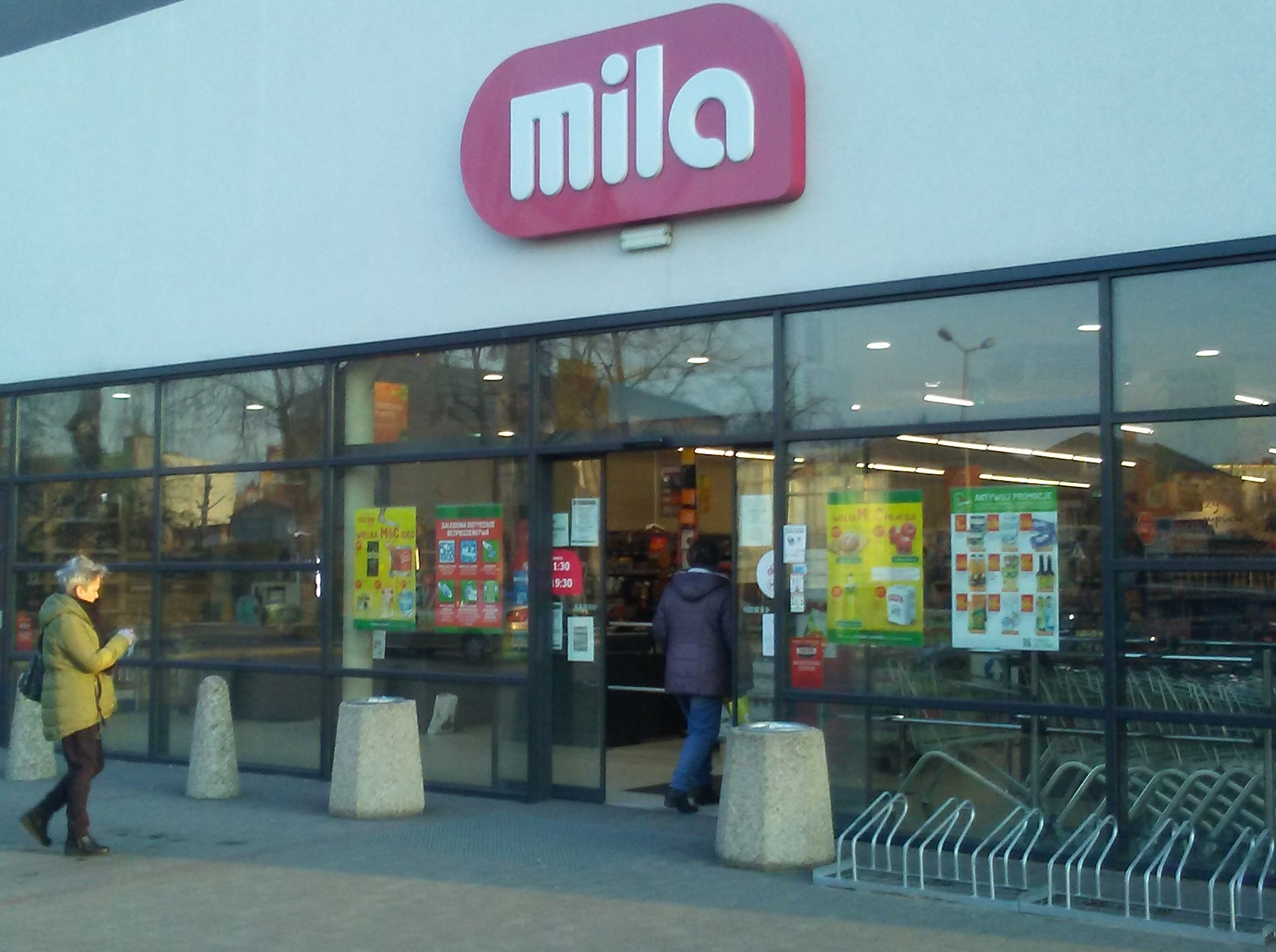
Ehemalige Filiale in Tomaszów Mazowiecki

Das Unternehmen entstand durch zum 1. Januar 2015 erfolgten Austritt von Market-Detal aus dem seit 1997 bestehenden Polomarket-Verbund. Infolgedessen wurden bis zum 14. Januar 2015 167 bisherige Polomarket-Supermärkte auf Mila umgeflaggt sowie drei neue Filialen eröffnet. Dazu wurde in nur sieben Monaten in Krągola bei Konin ein 39.700 m² großes Logistikzentrum neu errichtet. In den ersten 12 Monaten wurden 20 neue Filialen eröffnet. Im März 2016 beschäftigte man mehr als 5900 Mitarbeiter. Am 15. September 2017 kündigte Eurocash an, das Unternehmen für 350 Millionen Złoty übernehmen zu wollen. Bereits zehn Tage später gab Eurocash die Eingliederung von Mila in die bestehende Vertriebslinie Delikatesy Centrum bekannt. Am 18. Mai 2018 erteilte die polnische Kartellbehörde UOKiK die Zustimmung zur Übernahme. Es folgte ein Prozess, der die Strukturen der drei Marken Eko, Mila und Delikatesy Centrum vereinen sollte, der bis September 2019 abgeschlossen sein sollte. 2019 betrieb man 187 Standorte, beschäftigte 5400 Mitarbeiter und bot über 6000 Produkte an. Die Filialen hatten eine durchschnittliche Verkaufsfläche von über 460 m². Ab Juli 2020 begann man die Filialen auf Delikatesy Centrum umzuflaggen, bis Ende desselben Jahres konnte der Vorgang abgeschlossen werden konnte.

## Logo
Das Logo von Mila zeigte einen in weiß gehaltenen Schriftzug des Markennamens, in Kleinbuchstaben, auf türkisem Grund. Im m des Logos sind Elemente einer Markise, die den Bezug zur Marktfrische darstellen sollten, eingebaut. Die abgerundete Form sollte eine Dialogblase darstellen. Das Erscheinungsbild der Filialen sowie das Logo wurden von einer polnischen Designagentur entwickelt.